# Schwestern des Dioheko
Die Schwestern des Dioheko sind ein Medizinbund der Irokesen-Indianer.
Die Pflicht dieser Gesellschaft ist es, den Geistern des Maises, der Bohnen und des Kürbisses zu danken. Die Zeremonie kennt ein Lied und einen Marsch, aber keinen Tanz. Die Legende erzählt, dass die ganze Gesellschaft in der zweiten Hälfte des siebzehnten Jahrhunderts von den Cherokee gefangen worden ist und den Ohio River hinuntergebracht wurde. Zwei Männer wurden als Eskorte durch die Wälder eingesetzt. Diese Legende versucht der Bund mit ihrem Fußmarsch nachzuahmen. Zum Ende der Zeremonie wird ein Lied gesungen. Die Zeremonie wird normalerweise einmal pro Jahr abgehalten. Die Rassel dieser Gesellschaft wird aus der Schale der Landschildkröte gemacht.